# Péter Horváth (Schwimmer)
Péter Horváth (* 30. August 1974 in Budapest) ist ein ehemaliger ungarischer Schwimmer. Er nahm an vier Olympischen Spielen teil. Er gewann zwei Bronzemedaillen bei Weltmeisterschaften sowie zwei Silbermedaillen und eine Bronzemedaille bei Europameisterschaften.

## Karriere
Im August 1991 bei den Europameisterschaften in Athen gewann die ungarische 4-mal-100-Meter-Lagenstaffel mit Tamás Deutsch, Norbert Rózsa, Péter Horváth und Béla Szabados die Bronzemedaille hinter den Staffeln aus der Sowjetunion und aus Frankreich. Im Jahr darauf bei den olympischen Schwimmwettbewerben 1992 in Barcelona trat Horváth zunächst über 100 Meter Schmetterling an. In 56,09 Sekunden belegte er den 35. Platz und verpasste den Einzug ins B-Finale um 1,3 Sekunden. Die ungarische Lagenstaffel mit Deutsch, Rósza, Horváth und Szabados kam auf den sechsten Platz und war die viertbeste europäische Staffel.
Bei den Europameisterschaften 1993 in Sheffield siegte die russische Lagenstaffel mit zwei Sekunden Vorsprung auf die Ungarn in der Besetzung Tamás Deutsch, Károly Gűttler, Péter Horváth und Béla Szabados, 0,69 Sekunden hinter den Ungarn erhielten die Briten die Bronzemedaille. 1994 bei den Weltmeisterschaften in Rom erhielt die ungarische Lagenstaffel mit Deutsch, Rózsa, Horváth und Attila Czene die Bronzemedaille hinter den Staffeln aus den Vereinigten Staaten und aus Russland. Im Jahr darauf bei den Europameisterschaften 1995 in Wien belegte Horváth den fünften Platz über 100 Meter Schmetterling. Die russische Lagenstaffel siegte mit 2,77 Sekunden Vorsprung vor der ungarischen Staffel mit Deutsch, Gűttler, Horváth und Czene. Bei den olympischen Schwimmwettbewerben 1996 in Atlanta erreichte Horváth das A-Finale über 200 Meter Schmetterling und belegte den achten Platz. Über 100 Meter Schmetterling wurde er im B-Finale Dritter und rangierte damit in der Gesamtwertung auf dem elften Platz. Die ungarische Lagenstaffel mit Deutsch, Gűttler, Horváth und Czene erreichte als drittbeste europäische Staffel den sechsten Platz.
1997 bei den Europameisterschaften in Sevilla belegte Horváth den achten Platz über 100 Meter Schmetterling. Im Jahr darauf bei den Weltmeisterschaften 1998 in Perth belegte Horváth den achten Platz über 100 Meter Schmetterling und den 13. Platz über 200 Meter Schmetterling. In der 4-mal-100-Meter-Lagenstaffel siegten die Australier vor der Staffel aus den Vereinigten Staaten. Dahinter erkämpften Attila Czene, Norbert Rózsa, Péter Horváth und Attila Zubor die Bronzemedaille mit 0,04 Sekunden Vorsprung auf die deutsche Staffel. Bei den Europameisterschaften 2000 in Helsinki erreichte Péter Horváth das Finale über 100 Meter Rücken und belegte den achten Platz. Bei den Olympischen Spielen 2000 in Sydney wurde Horváth über 100 Meter Rücken Zehnter. Die ungarische Lagenstaffel mit Péter Horváth, Károly Gűttler, Zsolt Gáspár und Attila Zubor erreichte als drittbeste europäische Staffel den fünften Platz.
Bei den Weltmeisterschaften 2001 in Fukuoka belegte Horváth den 14. Platz über 50 Meter Rücken und den 20. Platz über 200 Meter Rücken. Über 100 Meter Rücken schwamm er ins A-Finale und erreichte dort den sechsten Platz. Die ungarische Staffel mit Péter Horváth, Károly Gűttler, Zsolt Gáspár und Attila Zubor wurde als drittbeste europäische Staffel Fünfte. Im Jahr darauf wurde Horváth Siebter über 50 Meter Rücken und Fünfter über 100 Meter Rücken bei den Europameisterschaften 2002 in Berlin. Bei den Weltmeisterschaften 2003 in Barcelona schied Horváth über 50 Meter Rücken im Vorlauf und über 100 Meter Rücken im Halbfinale aus. Die ungarische Lagenstaffel verpasste als Neunte des Vorlaufs den Einzug ins A-Finale. Zum Abschluss seiner Karriere schied Horváth bei den Olympischen Spielen 2004 in Athen als 34. der Vorläufe über 100 Meter Rücken aus.